# Uşak

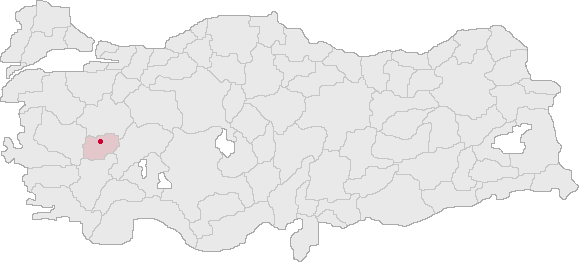
Położenie miasta i prowincji Uşak

Uşak – miasto w Turcji, centrum administracyjne prowincji o tej samej nazwie.
Według danych na rok 2000 miasto zamieszkiwało 137001 osób, a według danych na rok 2004 całą prowincję ok. 331 000 osób. Gęstość zaludnienia w prowincji wynosiła ok. 62 osób na km².